# Beipu
Beipu (北埔鄉S, Běipǔ XiāngP) è un comune di Taiwan, situato nella provincia di Taiwan e nella contea di Hsinchu.